# آلومینیم کلوفیبرات
آلومینیم کلوفیبرات (انگلیسی: Aluminium clofibrate) یک ماده فیبرات است.